# Iain Sinclair (RSL)
Iain Sinclair (nacido el 11 de junio de 1943) es un escritor y cineasta galés. La mayor parte de su trabajo se encuentra arraigado en Londres, el más recientemente dentro de las influencias de la Psicogeografía.

## Educación
Sinclair nació en Cardiff en 1943. De 1956 a 1961, fue educado en el Instituto Universitario de Cheltenham[1][1][1][1] una escuela independiente que hospeda a chicos (ahora co-educativos), en la ciudad de balneario de Cheltenham en Gloucestershire, en el oeste de Inglaterra, seguido por la Universidad Trinity, Dublín (donde editó Ícaro). Asistió al Instituto de Arte Courtauld (Universidad de Londres), y la Escuela de Técnica de Película de Londres (ahora la Escuela de Cine de Londres). En 2013 se convirtió en profesor visitante en la Universidad para las Artes Creativas.

## Vida y trabajo

### Desarrollo como autor
Sus primero trabajos fueron mayoritariamente poesía, gran parte de ella publicada por su propia prensa pequeña propia, Albion Village Press. Se encontraba (y aún permanece) estrechamente relacionado con la escena de poesía de vanguardia británica de los años sesenta y setenta: autores como Edward Dorn, J. H. Prynne, Douglas Oliver, Peter Ackroyd y Brian Catling son citados a menudo en su trabajo e incluso aparecen como personajes ficticios; más tarde encima, tomando encima de John Muckle, Sinclair editó la Serie de Poesía del Paladín y, en 1996, la Antología Picador Conductores del Caos.
Sus primeros libros Lud Heat (1975) y Puente de Suicidio (1979) fueron una mezcla de ensayo, ficción y poesía; seguidos por White Chappell, Scarlet Tracings (1987), una novela que yuxtapone el relato de una banda de lectores de libros en busca de una copia invaluable del Estudio en Escarlata de Arthur Conan Doyle, y los asesinatos de Jack el Ripper  (aquí atribuidos al físico William Gaviota).
Sinclair fue, durante un tiempo, quizás más conocido por la novela Río Abajo (1991), la cual ganó el premio James Tait Black Memorial y el Premio Encore en 1992.El libro trata sobre el Reino Unido bajo el gobierno de la Viuda, una versión  grotesca de Margaret Thatcher  visto por sus críticos más duros, quienes, presuntamente, establecen un estado de partido único en un quinto término . Radon Daughters formaron la tercera parte de una trilogía con White Chappell, Scarlet Tracings y Downriver.
El volumen de ensayos Lights Out for the Territory le dio a Sinclair un amplio número de lectores al tratar el material de sus novelas en forma de no ficción.  Su ensayo Sorry Meniscus (1999) ridiculiza el Domo de Milenio.  En 1997,  colabore con Chris Petit, el escultor Steve Dilworth, y otros para hacer The Falconer, una pelíscula "documental"  semi-fictional de 56 minutos ambientada en Londres y Outer Hebrides sobre el cineasta británico clandestino Peter Whitehead. También cuenta con Stewart Casa, Kathy Acker y Howard Marcas.

### Psicogeografía
Gran parte del trabajo reciente de Sinclair consiste en una ambiciosa y elaborada recuperación literaria de la llamada psicogeografía ocultista de Londres. Otros psicogeógrafos quienes han trabajado en material similar son Self, Stewart Casa, Michael Moorcock y el Londres Psychogeographical Asociación.
Una de las series de trabajos centrados alrededor de Londres es el London Orbital, cuya edición de tapa dura se publicó en 2002, junto con una película documental con el mismo nombre y tema. Esta obra describe una serie de viajes que realizó a pie por la M25, la  circunvalación de Londres, a pie. Sinclair siguió esto con Edge of the Orison en 2005, una  reconstrucción psicogeográfica de la caminata del poeta John Clare desde el manicomio privado del Dr. Matthew Allen, en Fairmead House, Playa Alta, en el centro del Bosque de Epping en Essex, hasta su casa en Helpston, cerca de Peterborough. Sinclair También escribe sobre el Asilo de Claybury, otro hospital psiquiátrico en Essex, en Rodinsky en colaboración con la artista Rachel Lichtenstein.
En 2008 escribió la introducción a  Wide Boys Never Work, la reedición de London Books sobre la clásica novela de la baja vida londinense de Robert Westerby  Londres.  Hackney, That Rose-Red Empire: Un Informe Confidencial siguió en 2009.
El libro de Sinclair, Ghost Milk, critica al gobierno británico por usar los Juegos Olímpicos de verano 2012 como una excusa para militarizar Londres mientras obliga a los ciudadanos más pobres a abandonar sus hogares.
En una entrevista con This Week in Science, William Gibson dijo que Sinclair era su autor favorito. Fue elegido miembro de la Real Sociedad de Literatura en 2009. Sinclair comentó: "Siempre he admirado a la RSPCA. Hacen un gran trabajo".

### The Reforgotten
Un tema constante en las obras no ficticias y semi-ficticias de Sinclair ha sido el redescubrimiento de escritores que disfrutaron del éxito a principios del siglo XX, pero que en gran parte han sido olvidados. Estos escritores se centran principalmente en Londres, y en particular en los distritos del este de Londres en los que Sinclair ha vivido y trabajado. Ha escrito, promovido y contribuido con notas introductorias a novelas de autores como Robert Westerby, Roland Camberton, Alexander Baron y John Healy. Su trabajo de 2016, My Favorite London Devils, se centró en su redescubrimiento y apreciación de estos escritores, a menudo mientras trabajaba como vendedor de libros usados.

### Escritor Distinguido en Residencia
En octubre de 2018, la Universidad de Surrey informó que Sinclair había sido nombrado Escritor Distinguido en Residencia con su Escuela de Literatura e Idiomas. Sinclair respondió: “Mi trabajo siempre ha consistido en reaccionar al lugar, y el desafío de trabajar en algún lugar nuevo y desconocido es emocionante. Espero aprender tanto como enseño y siento que ya ha comenzado un diálogo útil entre los estudiantes, yo mismo y la ubicación. Es una aventura ser parte de esto ”.
Iain Sinclair vive en Haggerston, en el distrito londinense de Hackney, y tiene un apartamento en St Leonards-on-Sea, Sussex Oriental.

## Filmografía
Además de escribir y dirigir una serie de películas documentales y semi-documentales, Sinclair ha aparecido en varias películas de otros directores:
| Año  | Título                   | Notas                                                                              |
| ---- | ------------------------ | ---------------------------------------------------------------------------------- |
| 1967 | Ah! Girasol              | Codirector con Robert Klinkert, Presentando Allen Ginsberg                         |
| 1992 | El Cardinal y el Cadáver | Dirigido por Chris Petit                                                           |
| 1998 | El Falconer              | Dirigido por Chris Petit                                                           |
| 2000 | Asilo                    | Dirigido por Chris Petit                                                           |
| 2002 | Londres Orbital          | Dirigido por Chris Petit                                                           |
| 2009 | El Londres Perambulator  | Dirigido por John Rogers                                                           |
| 2012 | Swandown                 | Dirigido por Andrew Kötting                                                        |
| 2015 | Por Nosotros Mismos      | Presentando Toby Jones, Dirigido por Andrew Kötting                                |
| 2016 | Londres Overground       | Presentando Andrew Kötting, Dirigido por John Rogers                               |
| 2017 | Edith Paseos             | Presentando Alan Moore, Claudia Barton, Jem más Bueno, Dirigido por Andrew Kötting |

### Entrevistas
- Cuando En Duda, Cita Ballard Entrevista con Iain Sinclair sobre psychogeography, escritura, y J. G. Ballard
- Londonist Entrevista
- 3:SOY entrevista
- Robert Vínculo, Iain Sinclair, la sal que Publica, ISBN 978-1-84471-100-0 978-1-84471-100-0
- Swandown
- Una entrevista encima Libreta en Ciudades y Cultura
- De Película y Humo, Entrevista de Taxi de la Lluvia con Iain Sinclair aproximadamente viajes de épica, Humo americano, y huyendo Londres

- Datos: Q5980623
- Multimedia: Iain Sinclair / Q5980623